# Szczepan Sawicki
Szczepan Sawicki (ur. 30 sierpnia 1868 w Kołozębie, zm. 23 marca 1944 w KL Stutthof) – polski rolnik, polityk, działacz społeczny i samorządowy, poseł na Sejm Ustawodawczy i I kadencji w II RP z ramienia Związku Ludowo-Narodowego. Został zamordowany przez Niemców w KL Stutthof.

## Życiorys
Był samoukiem - ukończył jedynie szkołę powszechną. Posiadał trzydziestomorgowe gospodarstwo rolne w rodzinnej wsi. W latach 1899–1905 działał w Towarzystwie Oświaty Narodowej pełniąc funkcje członka zarządu powiatowego w Płońsku i setnika koła w Kołozębie. Kolportował wśród ludu tajne druki endeckie sprowadzane przez siebie z Krakowa. Odbywał podróże agitacyjne po północnej części Królestwa Polskiego i Pomorzu. W rodzinnej okolicy brał udział w organizacji sklepów wiejskich, spółek handlowych i rzemieślniczych oraz kółek rolniczych związanych z Centralnym Towarzystwem Rolniczym. Przez ponad dziesięć lat prowadził w swoim mieszkaniu tajną szkołę ludową. Był członkiem Polskiej Macierzy Szkolnej i Stronnictwa Narodowo-Demokratycznego. W 1906 r. przebywał przez na 3 miesiące w więzieniu w Płońsku za udział w akcji wprowadzania języka polskiego do wiejskich samorządów. W 1916 r. został członkiem Rady Opiekuńczej powiatu płońskiego. W tym okresie wszedł także do rady gminnej w Kucharach i sejmiku powiatowego w Płońsku. Jesienią 1918 r. za działalność Komitecie Obywatelskim w Płońsku spędził 18 dni w niemieckim areszcie.
Sawicki był posłem na Sejm Ustawodawczy z listy Narodowego Komitetu Wyborczego Stronnictw Demokratycznych wybranym w okręgu nr 6 (miasto Płock, powiaty Płock, Płońsk i Sierpc). Należał do klubu Związku Sejmowego Ludowo-Narodowego. Brał udział w pracach Komisji Ochrony Pracy, Komisji Spółdzielczej, Komisji Spraw Żydowskich i Komisji Administracyjnej. W wyborach do Sejmu w 1922 r. zdobył ponownie mandat w okręgu nr 9, obejmującym te same powiaty. W tej kadencji należał do Komisji Opieki Społecznej i Inwalidzkiej. Wchodził w skład Zarządu Okręgowego ZLN. Nadsyłał korespondencje do Wszechpolaka. Po wyborach parlamentarnych w 1927 roku wycofał się z działalności politycznej.
W czasie II wojny światowej był więźniem obozu koncentracyjnego KL Stutthof, gdzie 23 marca 1944 r. został zamordowany.

## Życie prywatne
Był synem rolników Jakuba i Józefy z Cywińskich. Miał brata bliźniaka Stanisława, który zmarł w wieku niemowlęcym. W 1896 roku w parafii Sochocin ożenił się z Eleonorą Kowalską. Mieli pięciu synów: Pawła (ur. 1897), Ludwika (ur. 1902), Jana (ur. 1906), Kazimierza (ur. 1909) i Władysława (ur. 1912) oraz jedną córkę Zofię (ur. 1900). 